# قائمة شخصيات مونوغاتاري
هذه قائمة شخصيات سلسلة مونوغاتاري للمؤلف إيشين نيشيو.

## الشخصيات الرئيسية
- كويومي اراراغي (باليابانية: 阿良々木 暦)

مؤدي الصوت: هيروشي كاميا.
- هيتاغي سينجوغاهارا (باليابانية: 戦場ヶ原 ひたぎ)

مؤدي الصوت: تشيوا سايتو.
- مايوي هاتشيكوجي (باليابانية: 八九寺 真宵)

مؤدي الصوت: إميري كاتو.
- سوروغي كانبارو (باليابانية: 神原 駿河)

مؤدي الصوت: ميوكي ساواشيرو.
- ناديكو سينغوكو (باليابانية: 千石 撫子)

مؤدي الصوت: كانا هانازاوا.
- تسوباسا هينيكاوا (باليابانية: 羽川 翼)

مؤدي الصوت: يوي هوريه.
- كارين اراراغي (باليابانية: 阿良々木 火憐)

مؤدي الصوت: إيري كيتامورا.
- تسوكيهي اراراغي (باليابانية: 阿良々木 月火)

مؤدي الصوت: يوكا إيغوتشي.
- شينوبو اوشينو (باليابانية: 忍野 忍)

مؤدي الصوت: مايا ساكاموتو، أيا هيرانو (هواكيمونوغاتاري).
- يوتسوغي اونونوكي (باليابانية: 斧乃木 余接)

مؤدي الصوت: ساوري هايامي.
- اوغي اوشينو (باليابانية: 忍野 扇)

مؤدي الصوت: كاوري ميزوهاشي.
- سوداتشي اويكورا (باليابانية: 老倉 育)

مؤدي الصوت: مارينا إينوي.

## الشخصيات الثانوية
- ميمي اوشينو (باليابانية: 忍野 メメ)

مؤدي الصوت: تاكاهيرو ساكوراي.
- ديشو كايكي(باليابانية: 貝木 泥舟)

مؤدي الصوت: شينيتشيرو ميكي.
- يوزورا كاغينوي (باليابانية: 影縫 余弦)

مؤدي الصوت: ريوكو شيرايشي.
- ازوكو غاين (باليابانية: 臥煙 伊豆湖)

مؤدي الصوت: ساتسكي يوكينو.
- ابسود (باليابانية: エピソード)

مؤدي الصوت: ميو إيرينو.
- السيدة اراراغي

مؤدي الصوت: أي أوريكاسا.
- كاكو (باليابانية: 苛虎)

مؤدي الصوت: ميتسكي سايغا.
- كوتشيناوا (باليابانية: クチナワ)

مؤدي الصوت: يوجي أويدا.
- روكا نوماتشي (باليابانية: 沼地 蠟花)

مؤدي الصوت: كانا أسومي.